# Пєкна
Пєкна (чеськ. Pěkná, колишня Шенава, нім. Schönau, «Симпатична», у перекладі на українську) — невелике село, що входить до складу муніципалітету Нова Пец (чеськ. Nová Pec) у районі Прахатіце. Розташоване близько 9,5 км на північ від селища Нова Пец. Через село проходить залізнична лінія Чеські Будейовиці — Черний Кржиж. Тут зареєстровано 25 адрес. У 2011 році тут постійно проживало 32 жителі.
Пєкна — це також назва кадастрової території площею 6,47 км². Кадастрова територія Пекни не пов'язана з рештою частин Нової Пеці; їх розділяє територія муніципалітетів Желнава та Стожець.

## Історія
Перша письмова згадка про Пєкну з'явилася в 1393 році. 1843 року — 26 дворів, 258 жителів. Між 1938 і 1945 роками в результаті Мюнхенської угоди Шенава була приєднана до нацистської Німеччини.

## Орієнтири
- Костел Св. Анни (пам'ятка культури)
- Пам'ятка природи Долина Влтави